# Liriomyza dianthicola
Liriomyza dianthicola är en tvåvingeart som först beskrevs av Gustavo Venturi 1949.  Liriomyza dianthicola ingår i släktet Liriomyza och familjen minerarflugor.
Artens utbredningsområde är Italien. Inga underarter finns listade i Catalogue of Life.